# Wang Bing
Wang Bing (王兵S, Wáng BīngP) (Xi'an, 16 novembre 1967) è un regista cinese.
Noto per un particolare stile in cui il documentario si fa drammaturgia del reale e da cui emerge un quadro duro e sgomento di microcosmi cinesi ai margini dell'ufficialità, dei quali sono rivelati contraddizioni e aspetti sconosciuti, con uno stile estremo, per durata e crudezza. Il suo cinema ripercorre momenti importanti della storia cinese, mantenendo un occhio di riguardo per piccole, grandi storie di coloro che vivono sulla propria pelle le conseguenze tragiche di determinati eventi storici.

## Biografia
Nato nel 1967 a Xi’an, nella provincia cinese dello Shaanxi, inizia la sua carriera come fotografo al Dipartimento di Fotografia della Lu Xun Academy of Fine Art nel 1992 e al Dipartimento di Fotografia cinematografica della Beijing Film Academy nel 1995.
Approda al Festival internazionale di Marsiglia nel 2003 con Il distretto di Tiexi (Tiě xī qū), film di quasi dieci ore, diviso in tre parti, che segue l'implacabile declino di un complesso industriale cinese. Seguono: Chronicle of a Chinese Woman (Hé fang míng), tre ore di memorie e confessioni di un'anziana dissidente politica; Brutality Factory (Bàolì gōngchǎng) (2007), un crudele cortometraggio sulla tortura politica inserito nel film collettivo O estado do mundo; le quattordici ore di A Journal of Crude Oil (Cǎiyóu rìjì) (2008), girato tra i lavoratori di un insediamento petrolifero nel deserto dei Gobi; Coal Money (Méitàn, qián) (2008), che osserva le condizioni di sfruttamento dei minatori della Cina del Nord; Man With No Name (Wúmíng zhě) (2009), ritratto di un uomo che si è ritirato in una grotta scegliendo di non parlare più e sottraendosi alla società; I dannati di Jiabiangou (Jiābiāngōu) (2010), ispirato al libro di Yang Xianhui, Goodbye, Jiabiangou, e che racconta le condizioni inumane dei campi di lavoro forzato nei primi anni Sessanta nella Cina maoista; Tre sorelle (Sān zǐmèi) (2012), che persegue la vita di una famiglia contadina negli spazi emblematici di un villaggio sperduto tra le montagne cinesi.
Con il documentario Mrs. Fang vince il Pardo d'oro al Locarno Festival 2017.

## Filmografia

### Regia

#### Lungometraggi
- I dannati di Jiabiangou (Jiābiāngōu) (2010)

#### Documentari
- Il distretto di Tiexi (Tiě xī qū) (2003)
- Chronicle of a Chinese Woman (Hé fang míng) (2007)
- A Journal of Crude Oil (Cǎiyóu rìjì) (2008)
- Coal Money (Méitàn, qián) (2008)
- Man with No Name (Wúmíng zhě) (2010)
- Tre sorelle (三姊妹S, Sān ZǐmèiP) (2012)
- 'Til madness do us part (Feng Ai) (2013)
- Alone (Gudu) (2013)
- Father and Sons (Fu yu zi) (2014)
- Bitter Money (Ku Qian) (2016)
- Ta'ang (2016)
- Mrs. Fang (2017)
- Dead Souls (2018)
- Shanghai Qingnian (2018)
- Qīngchūn (2023)
- Qīngchūn: Kǔ (2024)
- Qīngchūn: Guī (2024)

#### Cortometraggi
- Brutality Factory (Bàolì gōngchǎng) (2007) - Episodio del film collettivo O Estado do Mundo

## Riconoscimenti
- Festival internazionale di Marsiglia
  - 2003 – Gran Premio Internazionale per Il distretto di Tiexi (Tiě xī qū)
- Yamagata International Documentary Film Festival
  - 2003 – Robert and Frances Flaherty Prize per Il distretto di Tiexi
  - 2007 – Robert and Frances Flaherty Prize per Chronicle of a Chinese Woman (Hé fang míng)
- Doclisboa
  - 2012 – Gran Premio città di Lisbona per Tre sorelle (Sān zǐmèi)
  - 2014 – Gran Premio città di Lisbona per Father and Sons (Fu yu zi)
- Locarno Film Festival
  - 2017 – Pardo d'oro per Mrs. Fang